# VI. Lipót osztrák herceg

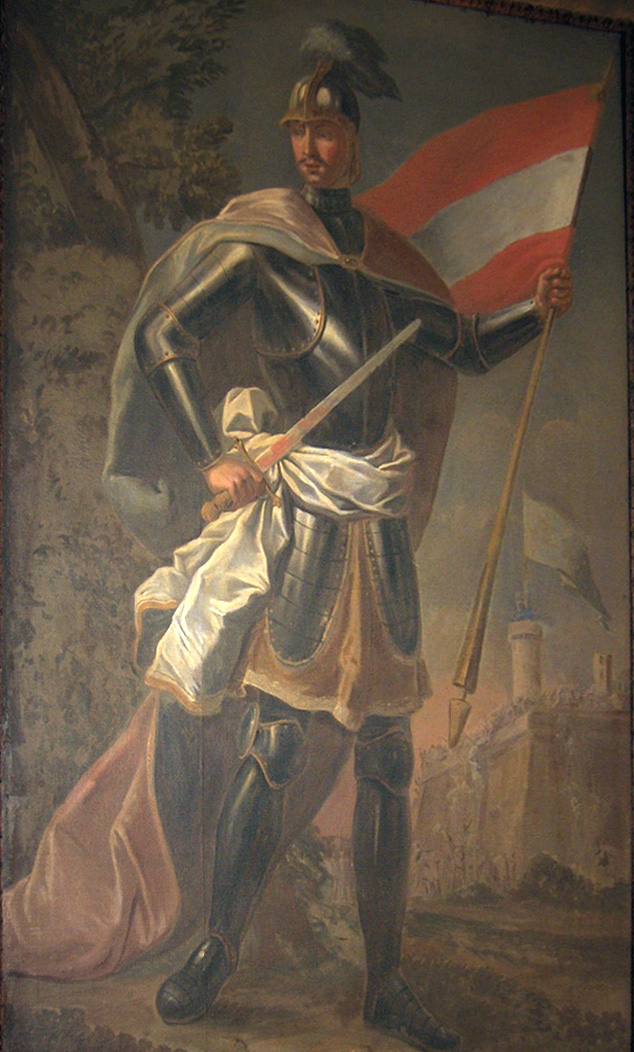
VI. Lipót osztrák herceg

VI. (Dicsőséges) Lipót (?, 1176. október 15. – Cassino, 1230. július 28.) osztrák herceg 1198-tól és Stájerország hercege 1194-től.

## Élete
Lipót volt V. Lipót herceg és Árpád-házi Ilona osztrák hercegné legkisebb fia (ilyen módon II. Géza magyar király unokája). V. Lipót halála után, a georgenbergi egyezmény áthágásával úgy határoztak, hogy az idősebb fiú I. Frigyes kapja Ausztriát és Lipót Stájerországot. Frigyes 1198-as halála után a két hercegséget újra egyesítették.
VI. Lipót két keresztes hadjáratban is részt vett. Az albigensek elleni dél-franciaországi hadjáratban (1209–1229) és az ötödik keresztes hadjáratban (1217–1221), amelyben a Szentföldre utazott II. András magyar király társaságában, és Cipruson csatlakozott hozzájuk I. Hugó ciprusi király is. Elődjéhez hasonlóan ő is monostorokat alapított. Legjelentősebb alapítása Lilienfeld Alsó-Ausztriában, a Traisen folyó völgyében. Ide temették halála után. Ezen felül modern kolostorokat építtetett a ferenceseknek és a dominikánusoknak. 1212-ben városi rangra emelte Ennst és 1221-ben Bécset is, amelynek a területe közel megkétszereződött.
Lipót uralkodása alatt a gótika kezdett el terjedni Ausztriában. A klosterneuburgi Capella Speciosa volt az első ilyen stílusú épület a Duna völgyében. Ennek a rekonstrukcióját láthatjuk ma Laxenburgban. Fürstenberg piactere az ő időszakában épült ki tervszerűen.
Uralkodása alatt Ausztria a térség központja lett. Ez Angelina Teodóra bizánci hercegnővel kötött házasságának is betudható, amellett hogy ő tartotta a kapcsolatot II. Frigyes német-római császár és IX. Gergely pápa között. Ezen a kapcsolaton dolgozott akkor is, amikor meghalt 1230-ban Itáliában.
Lipót udvara a minnesängerek központjaként ismert. Itt élt Walther von der Vogelweide, Neidhart és Ulrich von Liechtenstein is. Feltételezhetően a Nibelung-ének is az ő udvarában született.

## Gyermekei
VI. Lipót és Theodora Angelina gyermekei:
- II. (Civakodó) Frigyes (1201 – 1246. június 15.)
- Babenbergi Margit (1204 – 1266. október 29.), aki először VII. Henrik német-római császárhoz, II. Frigyes idősebb fiához ment hozzá. Amikor pedig az meghalt II. Ottokár cseh király felesége lett.
- Ágnes (1205. február 19. – 1226. augusztus 29.), II. Albert szász gróf felesége.
- Lipót (1207 – 1216)
- Henrik (1208 – 1228. november 28.), aki Türingiai Ágnest vette el. Egyetlen gyermekük Gertrudis volt az utolsó örököse a Babenberg-hagyatéknak, nagybátyja (II. Frigyes) halála után.
- Gertrúd (1210 – 1241) IV. Raspe Henrikhez, Türingia és Raspe urához ment hozzá.
- Constance (1212. április 6. – 1243. június 5.). III. Henrik meisseni őrgrófhoz ment hozzá.

| Előző uralkodó: I. Frigyes | Ausztria hercege 1198 – 1230 | Következő uralkodó: II. Frigyes |

| Előd: V. Lipót | Stájerország hercege (1194 – 1230. július 28.) | Utód: II. (Civakodó) Frigyes |